# Homi K. Bhabha

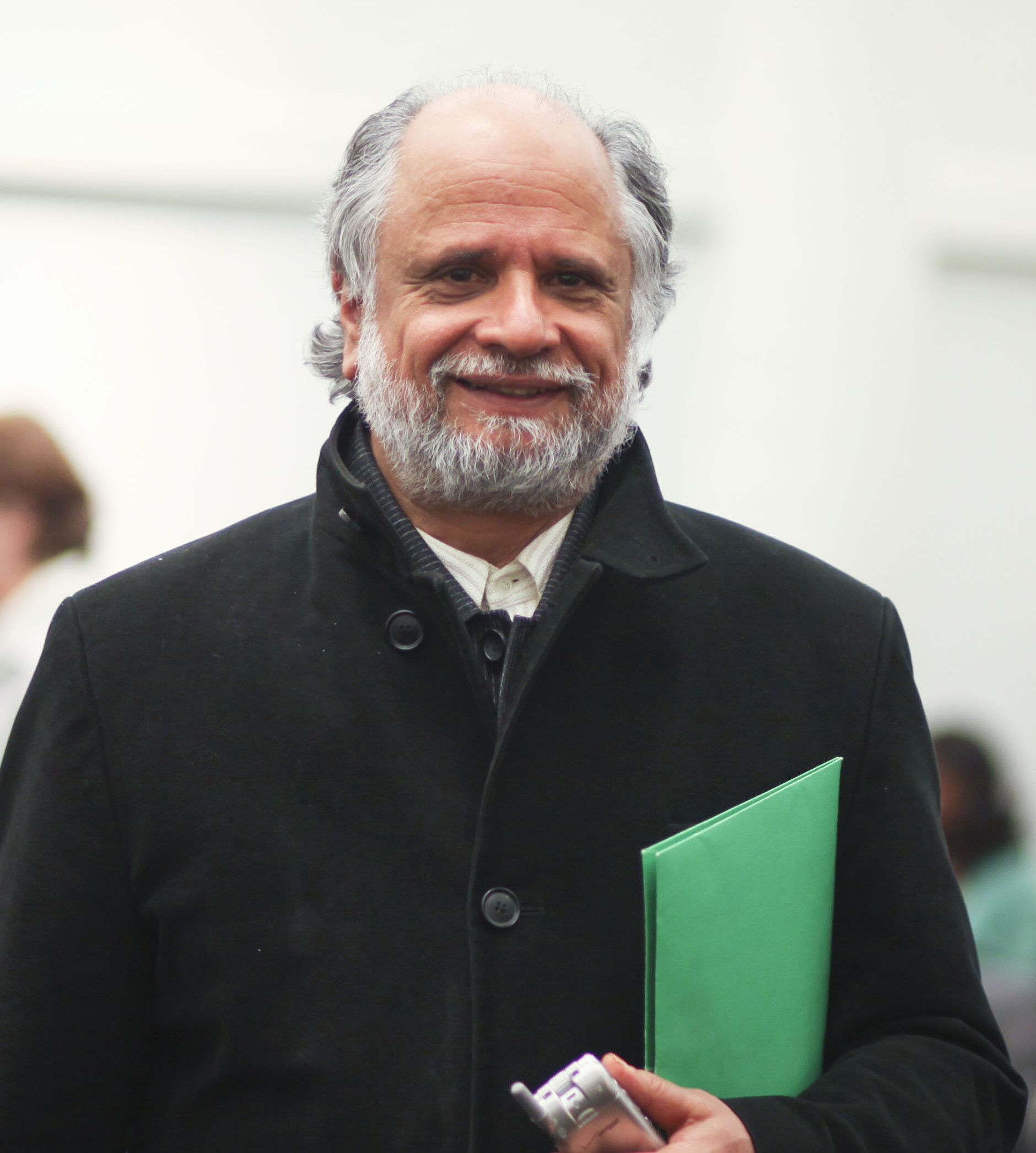
Homi K. Bhabha

Homi K. Bhabha (nacido el 1 de noviembre de 1949) es un teórico del poscolonialismo de origen indio. Ahora enseña en la Universidad de Harvard donde es profesor de literatura inglesa y estadounidense, y director del Centro de Humanidades.

## Biografía
Bhabha nació en una familia parsi de Bombay, India. Asistió a la Universidad de Bombay y al Christ Church College de Oxford. Ha ejercido la docencia y la investigación en varias universidades, como Princeton, Pensilvania, Darthmouth College, la Universidad de Chicago, University College de Londres y Harvard, donde actualmente es el profesor "Anne F. Rothenberg" de literatura inglesa y norteamericana. Sus obras críticas más reconocidas son Nación y narración (1990) y El lugar de la cultura (1994, con correcciones en 2002).

### Entrevistas (en inglés)
- Entrevista con Kerry Chance (pdf)
- Entrevista con Christian Hoeller
- Entrevista con Jeff Makos
- Entrevista con W.J.T. Mitchell
- Entrevista con Sachidananda Mohanty Archivado el 6 de julio de 2005 en Wayback Machine.
- Entrevista con Jonathan Rutherford (pdf)

### Videos
- A Global Measure - Writing, Rights, and Responsibilities, UC Santa Barbara October 4th, 2004
- Scope II: Sites & Subjects: Narrating Heritage conference, Austria July 12, 2006 Preconference Interview
- On Global Memory: Thoughts on the Barbaric Transmission of Culture, UC Berkeley April 18, 2008

Bibliografía
The Critical Theory Institute, University of California, Irvine https://web.archive.org/web/20080920150618/http://sun3.lib.uci.edu/~scctr/Wellek/bhabha/index.html
- Datos: Q325741
- Multimedia: Homi K. Bhabha / Q325741